# Marenahalli, Magadi
Marenahalli là một làng thuộc tehsil Magadi, huyện Ramanagara, bang Karnataka, Ấn Độ.